# ザウエル&ゾーンM30ルフトヴァッフェ・ドリリング
ザウエル&ゾーンM30ルフトヴァッフェ・ドリリング（Sauer & Sohn M30 Luftwaffe drilling）は、第二次世界大戦中にドイツ空軍パイロットの自衛用として配備された銃。3本の銃身（散弾用銃身2本とライフル弾用銃身1本）を持つ複合銃で、主に北アフリカ戦線で活動する航空隊員に支給された。ドイツ語でルフトヴァッフェは「ドイツ空軍」、ドリリングは「3重」を意味する。

## 概要
本銃はもともと1930年から猟師向けに一般販売されており、軍隊向けの改良型は1941年から1942年まで生産された。これらの銃は民生モデルと同じ基準に合わせて仕上げが行われたため、非常に高価な銃となった。
M30は、銃身とストックに解体された状態で弾薬（9.3x74mmR弾20発、12ゲージ散弾20発）とともにアルミ製収納ケースに納められ、航空機に搭載された。収納ケース全体の重量は32ポンド（約14.5kg）。航空機が墜落した際は機外へ持ち出し、野生動物からの護身や食糧調達のために使用した。
総生産数は僅か約2,500挺で、コレクターの間では時に数千～数万ドルの高値で取引されている。